# Pablo Bustinduy
Pablo Bustinduy Amador (Madrid, 19 marzo 1983) è un politico spagnolo, membro di Podemos e ministro per le Politiche sociali e l'Agenda 2030. È stato eletto deputato del distretto di Madrid durante le elezioni generali del dicembre 2015.

## Biografia

### Professione
Pablo Bustinduy Amador è laureato in Scienze politiche e amministrative presso l'Università Complutense di Madrid. Ha conseguito un master in storia e pensiero politico presso l'IEP di Parigi. È professore di filosofia in diverse università ma anche traduttore, saggista e scrittore.

### Carriera politica
È segretario per le relazioni internazionali di Podemos.
Il 20 dicembre 2015 è stato eletto deputato di Madrid al Congresso dei Deputati e rieletto nel 2016.

## Posizioni politiche
Convinto europeista, Bustinduy sostiene sia l'Unione europea che l'euro. È contrario al TTIP. Si è schierato con Íñigo Errejón nel contesto della candidatura delle successive primarie di Podemos del 2017 al 2º Congresso del partito.